# Elke Talma
Elke Sabina Talma (sinh ngày 29 tháng 4 năm 1977) là một cựu vận động viên bơi lội Seychellois.
Tại Thế vận hội Mùa hè 1992, Elke đã tham gia cuộc thi bơi ếch 100 mét nữ, bơi ếch 200 mét và hỗn hợp cá nhân 200 mét, nơi cô ghi lại thời gian chậm nhất trong mỗi sự kiện. Kể từ khi nghỉ hưu từ bơi lội cạnh tranh, Talma hiện làm việc với tư cách là một cán bộ nghiên cứu của Hiệp hội bảo tồn biển Seychelles.